# Emil Roback
Emil Pakebba Joof Roback, född 3 maj 2003, är en svensk fotbollsspelare som spelar för thailändska Muangthong United FC.

## Uppväxt
Emil Joof Roback bodde i Norrköping under åren 2015–2017 och gick på bland annat Oxelbergsskolan, Gustaf Adolfsskolan och Djäkneparksskolan. Efter första året på Djäknepark flyttade han istället till Stockholm för att fullfölja sina drömmar inom fotbollen. Han började spela fotboll i IFK Norrköping, och har även representerat IK Sleipner och Västerhaninge IF. 2015 gick han till Hammarby IF.

## Klubblagskarriär

### Hammarby IF
Den 3 januari 2020 skrev Roback på sitt första professionella kontrakt med Hammarby. Han blev utlånad till samarbetsklubben IK Frej i Division 1. Den 25 juni 2020 återvände Roback till Hammarby för Svenska cupen-matchen mot IFK Göteborg och gjorde därmed sin professionella debut för Hammarby.

### AC Milan
Den 14 augusti 2020 blev Roback klar för italienska storklubben AC Milan i Serie A. Transfersumman ryktades ligga på runt 15-20 miljoner svenska kronor.
Den 31 augusti 2022 lånades Roback ut till danska Nordsjælland på ett låneavtal över säsongen 2022/2023.
I mars 2023 lånades Roback ut igen, denna gång till Allsvenska IFK Norrköping.

### Muangthong United FC
I juli 2024 värvades Roback av thailändska Muangthong United FC. I december 2024 förlängde Roback sitt kontrakt i klubben med två år.

## Landslagskarriär
Roback har representerat Sverige på både Under-17-nivå och Under-19-nivå.

## Personligt
Roback är född i Sverige av gambiska föräldrar.